# Alberto Brizzi
 Alberto Brizzi  (nacido el 26 de marzo de 1984) es un tenista profesional de Italia, nacido en la ciudad de Breno, Italia.

## Carrera
Su mejor ranking individual es el N.º 230 alcanzado el 8 de febrero de 2010, mientras que en dobles logró la posición 253 el 15 de agosto de 2011.
No ha logrado hasta el momento títulos de la categoría ATP ni de la ATP Challenger Tour, aunque sí ha obtenido varios títulos Futures tanto en individuales como en dobles.